# 1944年—1946年中欧及东欧的反犹暴力
随着二战后期纳粹德国占领军的撤退和苏联红军的胜利抵达，中欧和东欧的反犹太人暴力部分归咎于战后社会动荡和经济混乱——这动荡和混乱由于在扩张后的苏联加盟共和国全部领土及新的卫星国全面强制实施的斯大林主义政策而进一步恶化。在饱受战争蹂躏的苏联城镇里，在市场、物资耗尽的商场、学校，甚至国有企业里，反犹攻击频频发生。抗议信从数不清的俄罗斯、乌克兰和白俄罗斯城镇发往莫斯科，这些信是对犹太人大屠杀进行记录的犹太人反法西斯委员会发出的。

## 历史
如大卫·德拉贡斯基（Colonel David Dragunsky）所写的，苏联当局未能解决希特勒多年的反犹宣传；苏联从前的纳粹合作者常常被委派负责国有企业。所罗门·米哈伊洛维奇·米霍埃尔斯（JAFC主席，1948年1月在明斯克被谋杀）曾写道：犹太人的家园没有得到返还。在别尔季切夫、莫吉廖夫-波多利斯基、巴爾塔、日梅林卡、文尼察、赫梅利尼克、舊拉法利夫卡和许多其它城镇，犹太人为了自身安全，被迫滞留在纳粹时期的犹太人隔离区。在20世纪40年代后期所谓的“无根世界主义者”运动中，以及在“被谋杀的诗人之夜”事件中，犹太人反法西斯委员会（JAFC）成为苏联当局直接指斥的对象。
JAFC主席团于1944年8月下旬会见了一位从白俄罗斯来的犹太党派的领导人。在回答关于明斯克的非犹太人对犹太人的态度问题时，他陈述：“…态度相当不好。已经发生了很多次反犹太人的事件…已经开始争抢公寓…还有很多就业方面的困难。”
米霍埃尔斯被刺杀后数月内，多名其他犹太知名人士遭逮捕。他的死亡标示着在全国范围内镇压犹太人的开始——指控他们从事间谍活动和经济犯罪行为。1948年秋天爆发了一场反锡安主义运动。40年代末，犹太人从苏联加盟共和国执政党的上层消失了。此后不久，在1952-53年发生了犹太医生杀手案，继而在媒体上出现反犹太主义宣传，及数百起酷刑审讯事件。苏联绝大部分社会团体从不承认当地辅警参与过犹太人大屠杀。 苏联的德占区的30万名辅警绝大部分平静地回归了战前的生活，包括“白俄罗斯保卫家园”组织的成员。该组织参与过镇压行动，其中3万多犹太人被杀。 此外还有“乌克兰警卫营”成员，该组织仅在沃利尼亚一地就屠杀了15万犹太人。赫鲁晓夫曾宣布，犹太人在乌克兰不受欢迎。

## 卫星国
由于苏联占领了波兰，“（犹太人）的死亡只有一小部分可以归因于反犹太主义。”扬•格罗斯写道。大多数人的死亡都是由于反对新的亲苏政府而发起的反共产主义暴乱导致的。1944-46年在波兰发生的反犹暴力活动夺走了至少327名犹太人的生命。
数百名返回罗马尼亚的犹太人丧生。在匈牙利也多处爆发了反犹太人的示威，甚至流血冲突事件，例如在孔毛道劳什（2人或4人被害）及米什科尔茨。
1945年9月，在斯洛伐克的托波爾恰尼，48名犹太人受到严重伤害。12月，多名犹太人在科尔巴索夫被杀。1946年8月1-5日，发生13起反犹事件，被报道为党派大屠杀，其中最大的一起在日利納，其中有15人受伤。1946年8月和1948年8月，在伯拉第斯拉瓦发生反犹示威，同时其它很多地方也爆发了反犹太人的骚乱。
1945年9月4-7日，在乌克兰的基辅，大约100多名犹太人遭打，其中36人被送往医院，5人不治身亡。 在俄罗斯的鲁布佐夫斯克，1945年也发生了多起反犹太人事件。

## 衍生阅读
- Nehemiah Robinson. . New York: Institute of Jewish Affairs of the World Jewish Congress. 1956: 100.
- State-sponsored Anti-Semitism in Postwar USSR.（页面存档备份，存于） Studies and Research Perspectives by Antonella Salomoni（页面存档备份，存于）